# 구미시·군위군·선산군·칠곡군
구미시·군위군·선산군·칠곡군은 대한민국의 옛 국회의원 선거구이다. 당시 경상북도 구미시, 군위군, 선산군, 칠곡군 지역을 관할했다.

## 역사
제11대 국회의원 선거를 앞두고 구미시·군위군·성주군·선산군·칠곡군 선거구에서 분리되면서 신설되었다.
1981년 7월 1일, 칠곡군 칠곡읍이 대구직할시 북구에 편입되었다. 이에 제12대 국회의원 선거를 앞두고 해당 지역이 신설되는 동구·북구 선거구로 분구되었다.
제13대 국회의원 선거를 앞두고 구미시 선거구, 군위군·선산군 선거구가 각각 독립되었으며 칠곡군은 성주군과 함께 성주군·칠곡군 선거구를 이루게 됨에 따라 폐지되었다.

## 역대 국회의원
| 선거   | 정당 | 정당       | 1위 의원 | 정당 | 정당       | 2위 의원 |
| ------ | ---- | ---------- | -------- | ---- | ---------- | -------- |
| 1981년 |      | 민주정의당 | 박재홍   |      | 민주한국당 | 김현규   |
| 1985년 |      | 민주정의당 | 박재홍   |      | 무소속     | 김현규   |

## 역대 선거 결과

### 대한민국 제11대 국회의원 선거
|  | 52.64% |

|  | 27.31% |

|  | 18.19% |

|  | 1.85% |

### 대한민국 제12대 국회의원 선거
|  | 46.99% |

|  | 35.28% |

|  | 16.30% |

|  | 1.41% |